# Peggy Provost
Ne doit pas être confondu avec Candice Prévost.
Pour les articles homonymes, voir Provost.
Peggy Provost, née le 19 septembre 1977 à Bourg-en-Bresse, est une footballeuse internationale française évoluant au poste de défenseur, devenue entraîneuse.
Elle fait sa première apparition en équipe de France le 15 février 1998 face à l'Angleterre. Elle compte 92 sélections et 2 buts au 21 février 2007. Elle a participé à la Coupe du monde 2003 et au Championnat d'Europe 2005 sous les couleurs françaises.

## Biographie
En 2019, Peggy Provost prend en charge la sélection française des moins de 16 ans, avec Nathalie Jarosz pour adjointe,. L'année suivante, elle suit ses joueuses en prenant en charge les U17. En avril 2022, après deux ans de formation au CNF Clairefontaine, elle est diplômée du brevet d'entraîneur formateur de football (BEFF).

## Statistiques

### En club
Les statistiques sont manquantes avant 2003. Il n'y a que les matchs du tour final pour les saisons 2000 à 2003.
| Saison                | Club                  | Championnat           | Championnat | Championnat | Coupe(s) nationale(s) | Coupe(s) nationale(s) | Compétition(s) continentale(s) | Compétition(s) continentale(s) | Compétition(s) continentale(s) | Total | Total |
| Saison                | Club                  | Division              | M.          | B.          | M.                    | B.                    | Comp.                          | M.                             | B.                             | M.    | B.    |
| 2000-2001             | FCF Juvisy Essonne    | D1                    | 1           | 0           | -                     | -                     | -                              | -                              | -                              | 1     | 0     |
| 2001-2002             | FCF Juvisy Essonne    | D1                    | 3           | 1           | -                     | -                     | -                              | -                              | -                              | 3     | 1     |
| 2002-2003             | FCF Juvisy Essonne    | D1                    | 3           | 0           | -                     | -                     | C1                             | 2                              | 0                              | 5     | 0     |
| 2003-2004             | FCF Juvisy Essonne    | D1                    | 20+2        | 8+0         | -                     | -                     | -                              | -                              | -                              | 22    | 8     |
| 2004-2005             | FCF Juvisy Essonne    | D1                    | 22          | 3           | -                     | -                     | -                              | -                              | -                              | 22    | 3     |
| 2005-2006             | FCF Juvisy Essonne    | D1                    | 22          | 4           | -                     | -                     | -                              | -                              | -                              | 22    | 4     |
| 2006-2007             | FCF Juvisy Essonne    | D1                    | 17          | 4           | -                     | -                     | C1                             | 3                              | 0                              | 20    | 4     |
| 2007-2008             | FCF Juvisy Essonne    | D1                    | 22          | 2           | 4                     | 0                     | -                              | -                              | -                              | 26    | 2     |
| 2008-2009             | FCF Juvisy Essonne    | D1                    | 14          | 1           | 2                     | 0                     | -                              | -                              | -                              | 16    | 1     |
| Total sur la carrière | Total sur la carrière | Total sur la carrière | 126         | 23          | 6                     | 0                     | -                              | 5                              | 0                              | 137   | 23    |

### En sélection
| Sélection | Année | Statistiques | Statistiques |
| Sélection | Année | Matchs       | Buts         |
| --------- | ----- | ------------ | ------------ |
| France    | 1998  | 6            | 0            |
| France    | 1999  | 11           | 0            |
| France    | 2000  | 8            | 2            |
| France    | 2001  | 8            | 0            |
| France    | 2002  | 8            | 0            |
| France    | 2003  | 14           | 0            |
| France    | 2004  | 10           | 0            |
| France    | 2005  | 14           | 0            |
| France    | 2006  | 12           | 0            |
| Total     | Total | 91           | 2            |

## Palmarès

### Joueuse
- Championnat de France : 1997, 2003 et 2006
- Challenge de France : 2005

### Sélectionneuse
France U17
- Euro U17 (1) :
  - Vainqueure en 2023